# Synagoge Herford

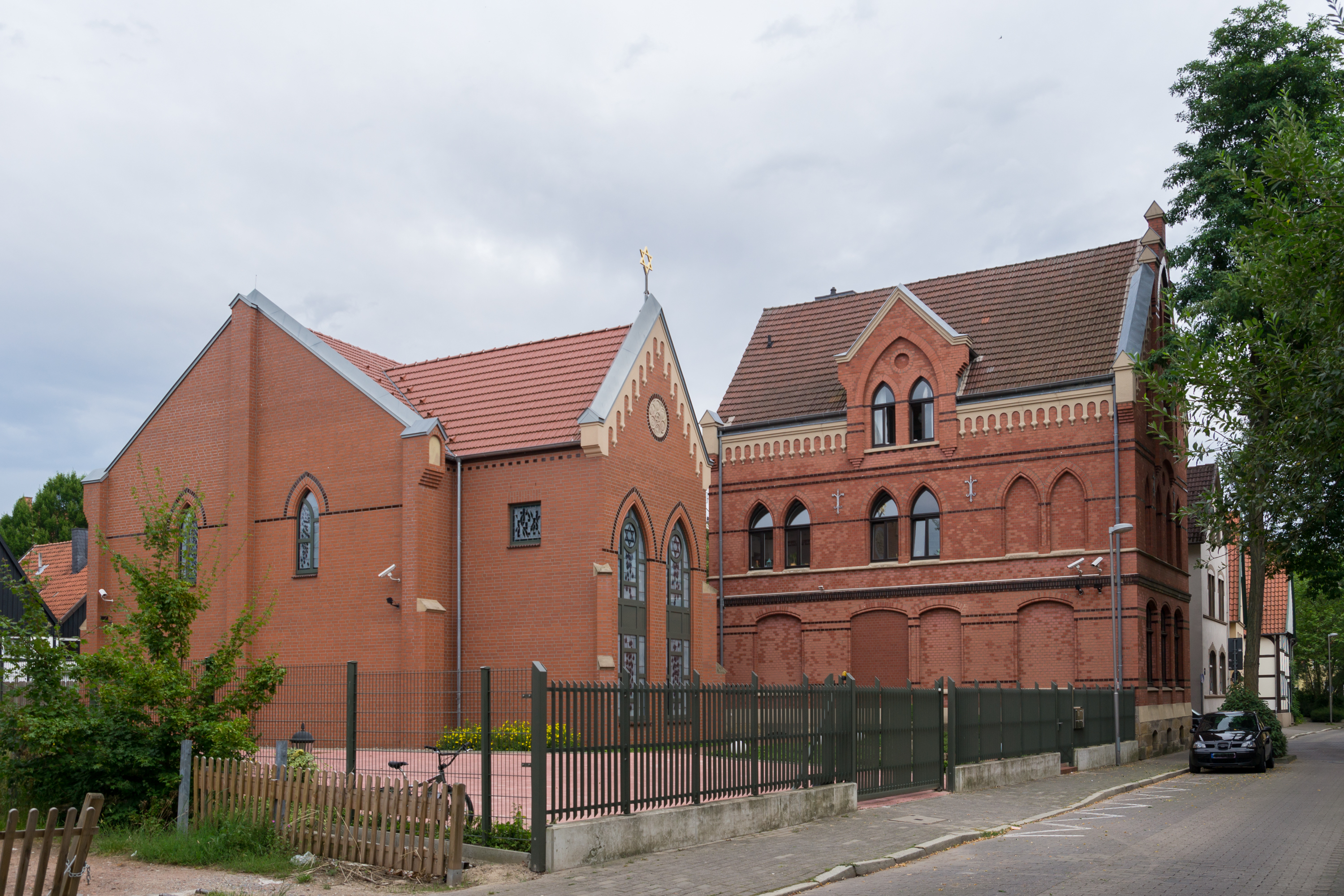
Synagoge und Gemeindehaus im Juli 2014

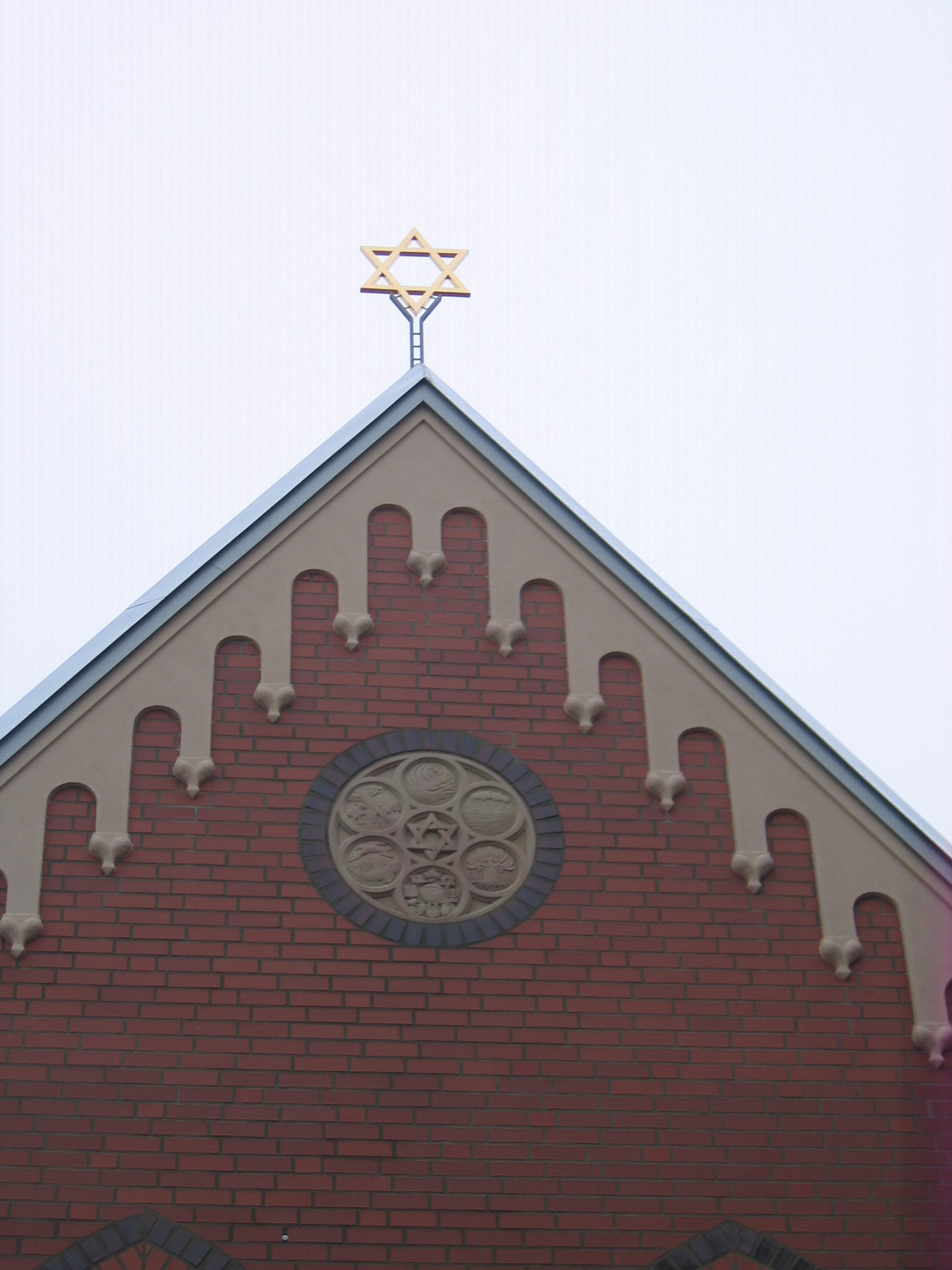
Giebel der Synagoge

Die Synagoge Herford ist der Sitz der heutigen jüdischen Kultusgemeinde Herford-Detmold. Die heutige Synagoge wurde 72 Jahre nach der Zerstörung während der Novemberpogrome 1938 an der Stelle der ursprünglichen Synagoge an der Komturstraße in der Herforder Neustadt wieder aufgebaut. Sie wurde am 14. März 2010 eingeweiht, an dem Festakt waren unter anderem Charlotte Knobloch, Präsidentin des Zentralrats der Juden in Deutschland, und Jürgen Rüttgers, Ministerpräsident des Landes Nordrhein-Westfalen, beteiligt. 

## Geschichte

### Anfänge

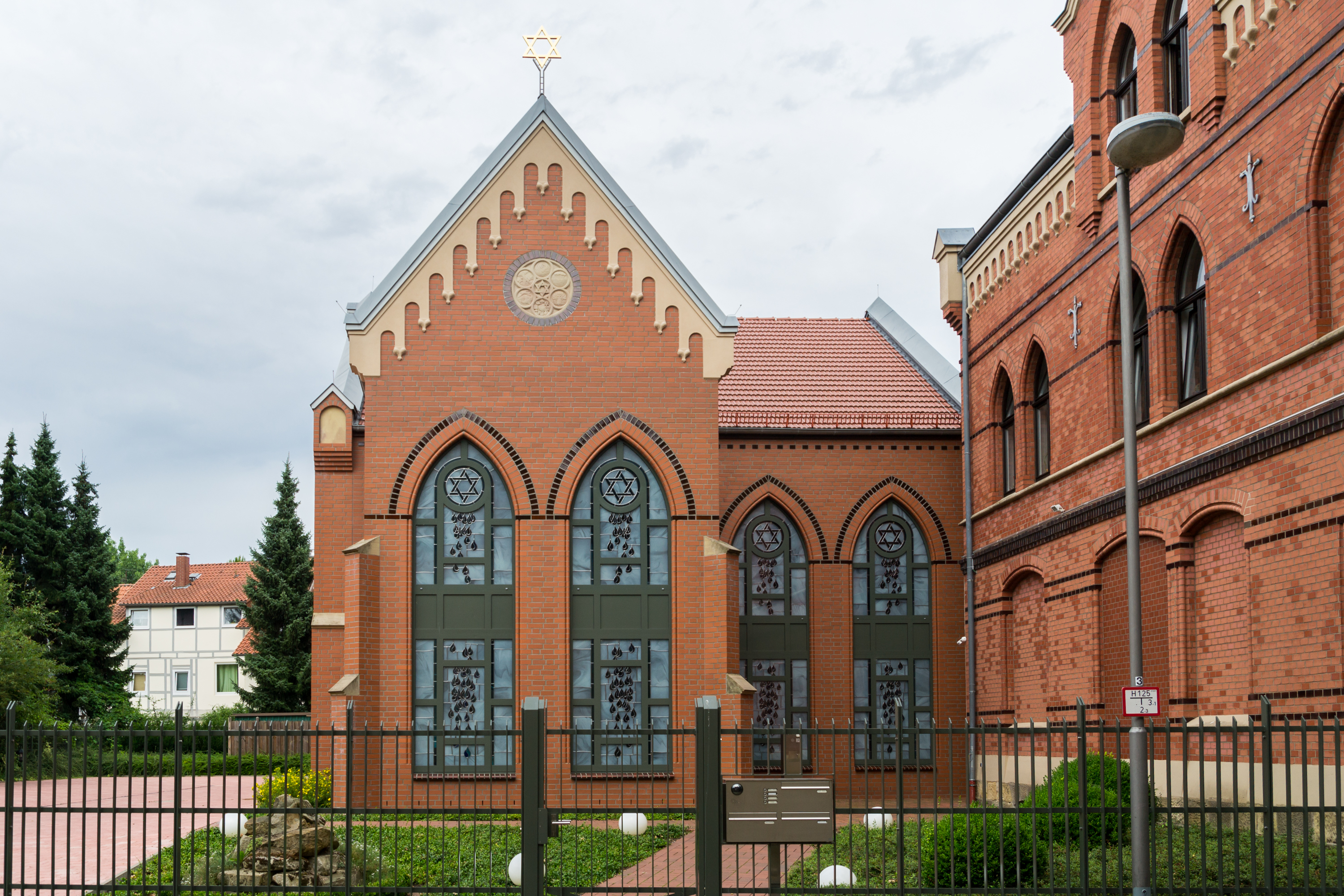
Front der Synagoge

Seit 1306 sind Menschen jüdischen Glaubens in Herford nachweisbar. Nach ihrer Ermordung in der Pestzeit 1350 kamen wieder Juden nach Herford. Es ist bis zum Ende des 16. Jahrhunderts von einer kontinuierlichen Anwesenheit von etwa drei bis fünf Familien in Herford auszugehen. Auch diese werden schon ein Bethaus besessen haben bzw. in den Privathäusern ihren Glauben gelebt haben. Nach dem Dreißigjährigen Krieg siedelten die Brandenburger/Preußen wieder zielgerichtet Juden in Herford an. Diese erwarben auch das heutige Friedhofsgelände.

### 18. Jahrhundert

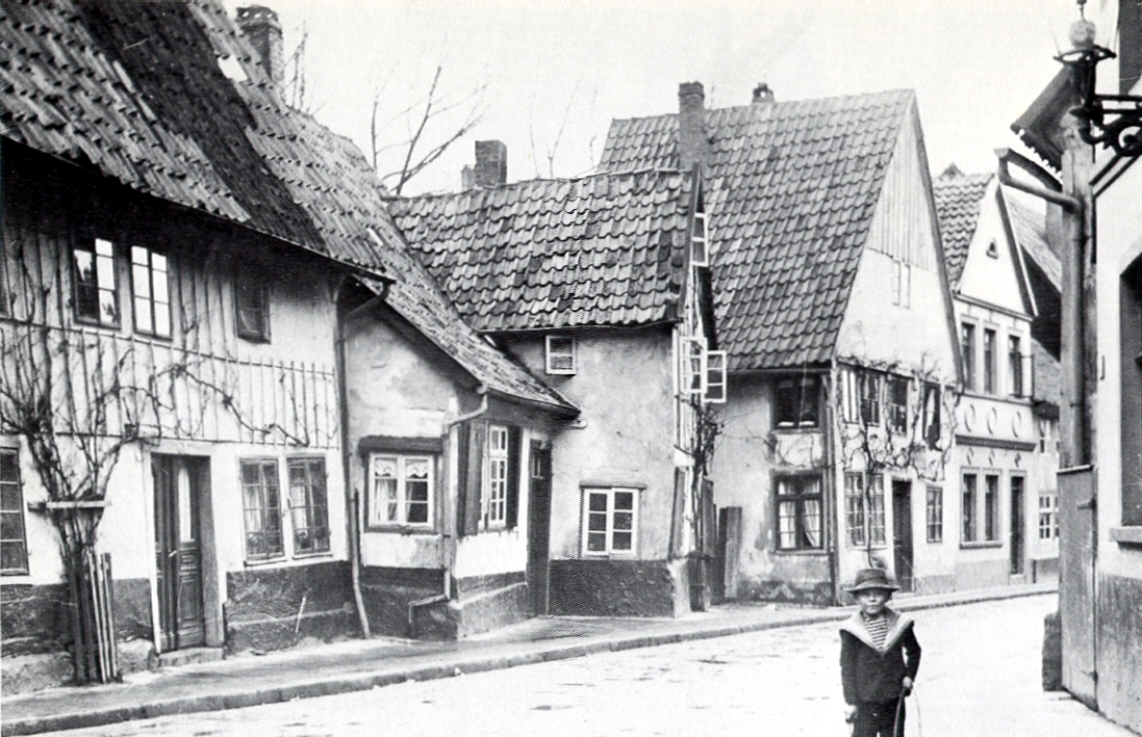
Das Gebetshaus an der Johannisstraße befand sich im Hinterhaus des Hauses in der Bildmitte

Am 11. März 1705 erwarb der Gemeindevorsteher Hertz Levi das Haus Nr. 469 (später Johannisstraße 19) für 180 Reichstaler. Dieses Privathaus bildete im 18. Jahrhundert das Zentrum der kleinen jüdischen Gemeinde Herford, die nach dem brandenburgisch-preußischen Edikt von 1671 keine eigenständigen Synagogenbauten errichten durfte. Der Grabstein für Hertz Levis’ Sohn Berend Herz von 1721, trägt folgende Inschrift: „er baute das geringe Haus des Heiligtums aus seinem Gelde […]“. Möglicherweise hat Herz das Bethaus umbauen lassen.
Bis 1780 wurde das Haus, in dem neben dem Betraum auch ein Schulzimmer und eine Unterkunft für durchreisende Juden untergebracht waren, genutzt. Dann sollte es auf Druck der Regierung verkauft werden. Zimmermeister Brandner erklärte sich schließlich bereit, das baufällige Bauwerk für zehn Jahre unentgeltlich zu übernehmen und den Herforder Juden den Betraum mietweise zu überlassen. 1793 wurde dieser Vertrag für 20 Jahre verlängert.

### 19. Jahrhundert
Zu Beginn des 19. Jahrhunderts wuchs die Gemeinde durch die erreichte Niederlassungs- und Gewerbefreiheit stark an. Im April 1826 beantragte die jüdische Gemeinde die Einrichtung einer eigenen Synagoge und eines Ritualbades. Zur Ausführung dieses Baus ist es allerdings nicht gekommen. 
Zu dieser Zeit benutzte die Herforder Judenschaft das Haus Nr. 347 (Gehrenberg 15, heute Kaufhaus Klingenthal) als Bethaus, das als jüdisches Haus eine lange Tradition hat. Erst am 13. August 1852 konnte die neue Synagoge an der Komturstraße 23 eingeweiht werden. Der schlichte, völlig schmucklose quadratische Bau, dem auch eine Schule angegliedert war, wurde von Maurermeister Meyer errichtet. 
In den 1890er Jahren reichte die Synagoge für die Bedürfnisse der fast auf 300 Mitglieder angewachsenen Herforder jüdischen Gemeinde nicht mehr aus, sodass ein Neubau ins Auge gefasst wurde.

## Architektur des Gebäudes vor der Zerstörung

### Grundlegender Umbau
In den Jahren 1892/93 wurde das Gotteshaus an der Komturstraße durch die Baufirma Althoff und Lakemeier erweitert und grundlegend umgebaut, daneben entstand das neue Schul- und Gemeindehaus. Beide Gebäude wurden in Formen der neogotischen Backsteinarchitektur errichtet, eine Entscheidung, die jüdische Gemeinden für ihre Synagogenneubauten wegen der Nähe dieser Bauweise zum christlichen Kirchenbau nur äußerst selten trafen. 
Für den Gesamtentwurf zeichnete möglicherweise der bekannte Herforder Architekt Schubert verantwortlich. Die Neuweihe des Gotteshauses fand am 3. September 1893 statt. Der Umbau der Synagoge an der Komturstraße war mit einer Freilegung des Grundstücks verbunden: das Gebäude wurde aus seiner Hinterhoflage befreit und war nun der direkte Nachbar der gegenüberliegenden katholischen Kirche St. Johannes Baptist.

### Erweiterung

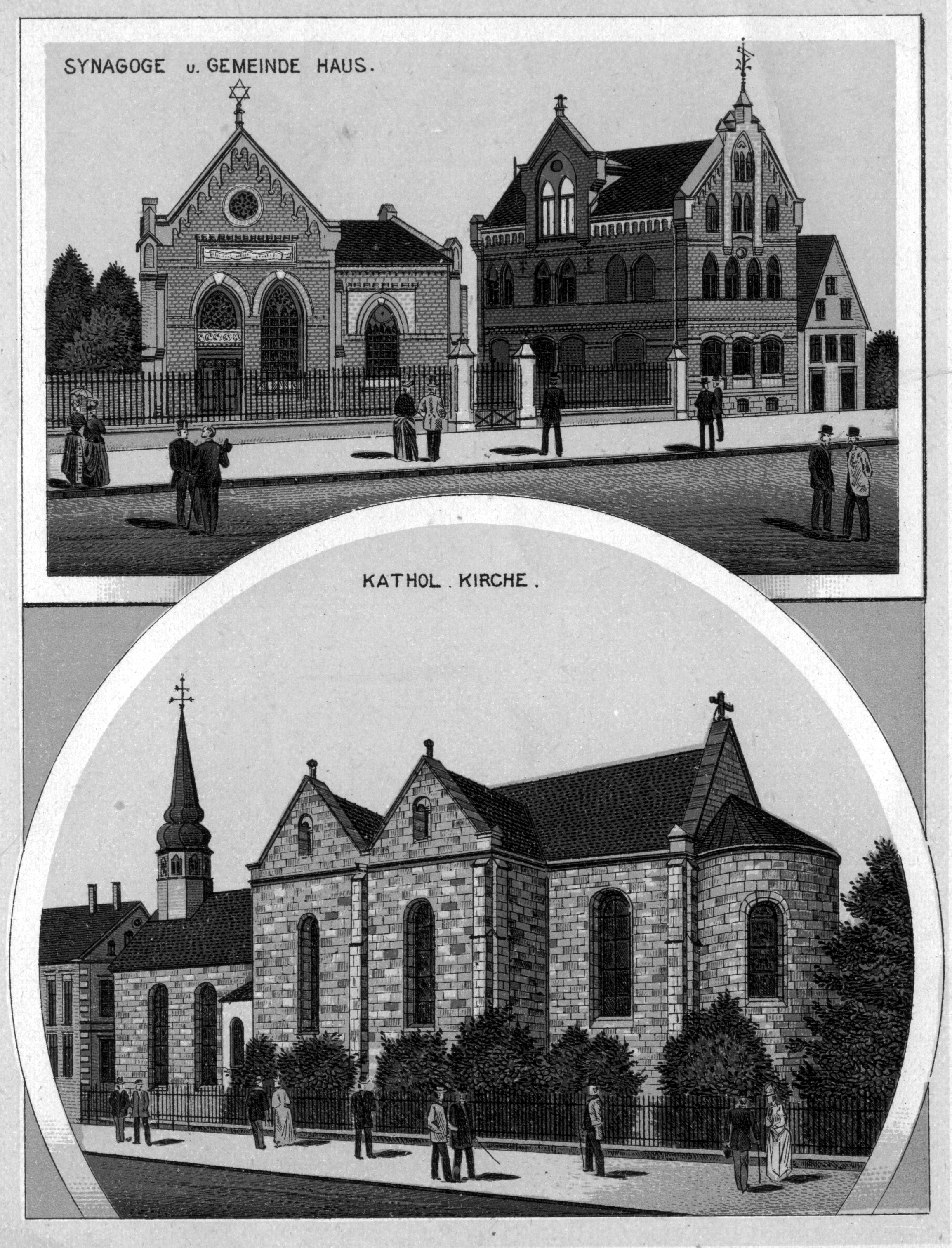
Synagoge und Gemeindehaus im Album von 1910

Die Erweiterung von 1892/93 bestand im Wesentlichen aus einem Anbau an die straßenseitige Südfassade, der das Treppenhaus aufnahm. Der Anbau wurde durch einen mit einem Konsolfries geschmückten Giebel, den der Davidstern bekrönte, abgeschlossen. Hohe Spitzbogenfenster mit Maßwerkfüllung und dünner Verstabung erhellten Treppenhaus und Betraum. Alle Schmuckelemente – Friese, Strebepfeiler, Sohlbänke, Gesimse, Fensterrahmen und die Inschriftenkartusche – waren aus hellem Werkstein gearbeitet, der sich von dem rötlichen Mauerwerk absetzte. Im Osten befand sich ein halbrunder Anbau für den Thoraschrein, darüber ein großes Halbrundfenster und ein kleinerer Okulus. Das realisierte Architekturprogramm signalisierte das gesteigerte Selbstbewusstsein der jüdischen Minorität ebenso wie die zunehmende Anpassung an die Umgebungsgesellschaft: „Die Fenster, die Friese und die über Eck gestellten Strebepfeiler verliehen nun der ehemals schlichten Synagoge das Aussehen einer gotischen Kapelle, bei der nur noch der Stern und das Inschriftband auf den jüdischen Kultbau hinweisen.“ Das zu diesem Zeitpunkt eine Integration gelungen war, zeigt sich auch daran, dass die Synagoge in einen Stadtführer aufgenommen wurde.
Um 1900 entstand auch das einzige bekannte Foto der Gesamtanlage.
Die jüdische Gemeinde hatte damit ein Gemeindezentrum, in dem alle Aktivitäten ausgeführt werden konnten.

### Renovierung
Im Jahre 1931 waren aufgrund eklatanter Feuchtigkeitsschäden, die schon den Toraschrein erfasst hatten, weitreichende Renovierungsarbeiten im Innenraum notwendig. Ob dies mit dem Hochwasser zu tun hatte, ist unbekannt.
Die Gesamtleitung der Renovierungsarbeiten wurde Architekt Wefelmeyer übertragen, die Ausmalung führten der Kunstmaler Max Lazarus aus Trier und der Herforder Malermeister Hecht aus. 
Die Beschreibungen in der Festschrift zur Wiedereinweihung der Synagoge am 11. September 1931 ersetzen in ausreichendem Maße die fehlenden Innenansichten des sanierten Gotteshauses:
„Der leitende Gedanke für die Ausgestaltung des Gotteshauses war, das Flächenhafte zu betonen und jede Unruhe und Überladenheit zu vermeiden, durch Hervorhebung der Weitenmaße das Raumgefühl zu steigern, das Auge des Andächtigen nicht auf eine bestimmte Stelle des Gotteshauses, sondern in die Ferne zu lenken. Es sollte ein Raum geschaffen werden, der dem Eintretenden die Loslösung von der Unruhe der Außenwelt und die Umstellung auf die stille Beschaulichkeit des Gotteshauses erleichterte und ihn in eine gehobene Weihestimmung versetzte. Diese Aufgabe ist von allen Beteiligten in glücklicher Weise gelöst.“
Im Jahr 2009 erhielt die Stadt Herford aus Trier Entwürfe des Kunstmalers Max Lazarus, der dort mit einer Ausstellung gewürdigt werden soll. Sie zeigen zwar nicht die endgültige Ausführung der Synagoge, geben aber doch einen Eindruck der geplanten Wirkung.
„Beim Betreten des dreischiffigen Innenraums wird das Auge des Eintretenden von der Ostwand angezogen, auf die alle Linien und Farben zudrängen. In meisterhafter Weise ist die Aufteilung der schwierigen Fläche gelungen. Vor allem galt es, das große bunte Rundfenster der Architektur einzugliedern. Das Fenster wurde abgedeckt, so dass das Licht nur gedämpft einströmen kann; allein die Flammen des siebenarmigen Leuchters strahlen in unvermindertem Glänze, gleichsam als wären sie entzündet.“

## Zerstörung
Vom Anstieg der Judenfeindschaft nach der NS-Machtergreifung blieb auch die Synagoge nicht verschont. Bereits am 12. April 1934 zerstörte ein Brand in der Herforder Synagoge, der allerdings bald gelöscht werden konnte, Teile der Inneneinrichtung, insbesondere die Orgel. Betrunkene SS-Leute waren für die Tat verantwortlich, wie sich bald herausstellte. Sie wurden zwar ermittelt und vor Gericht gestellt, aber aufgrund eines Straffreiheitsgesetzes für „Taten aus nationalsozialistischem Übermut“ freigesprochen. Am 9. und 10. November 1938 wurde die Synagoge in der Komturstraße bis auf die Grundmauern niedergebrannt. Die Inneneinrichtung wurde vollständig zerstört. Die Feuerwehr griff erst ein, als die unmittelbar benachbarte Färberei und chem. Reinigung Ulrich mit ihren leicht entzündlichen Chemikalien gefährdet schien.
Die in der Nacht begonnenen Verwüstungen wurden am Tage unter den Augen einer großen Menschenmenge fortgesetzt. Ein Herforder Bürger demontierte den Davidstern auf der Giebelspitze des Anbaus. Er ist der einzige Täter, der nach 1945 verurteilt wurde. Einrichtungs- und Kultgegenstände wurden auf die Straße geschafft und geplündert. Eine durch Feuer und Löschwasser geschädigte Torarolle konnte gerettet werden und wurde nach 1945 wieder der jüdischen Gemeinde übergeben.

## 1938 bis 1945
Eine unbekannte Person steckte dem Herforder Pastor und späteren Superintendenten des Kirchenkreises Herford Helmut Gaffron die Grundsteinlegungsurkunde für die Synagoge von 1852 zu, die dieser versteckte. Das Schriftstück ist allerdings heute verschollen.
In einem vertraulichen Bericht des damaligen Oberbürgermeisters bestätigte dieser offen die ablehnende Haltung der Bevölkerung. Bald nach der Brandstiftung sollte die Synagogenruine, die wohl noch hätte wiederaufgebaut werden können „vermarktet“ werden. Die katholische Kirchengemeinde bot 22.000 RM für das gesamte Grundstück mit Bebauung, eine christlich-wissenschaftliche Vereinigung Herford bot 15.000 RM und begründete das niedrige Angebot damit, „dass dieses Grundstück jüdischer Besitz war und es einer gründlichen Umgestaltung bedarf, um alle Spuren des Judentums auszulöschen“.
Die Synagogengemeinde Herford bot der Stadt die beiden Grundstücke, die einen Einheitswert von insgesamt 45.200 RM besaßen, für 25.000 RM unter der Bedingung an, dass eine Anmietung des Gemeindehauses zum Zwecke der Abhaltung des Schulunterrichts und des Gottesdienstes für die nächsten fünf Jahre zugestanden würde. Statt auf diese Vorstellungen der jüdischen Gemeinde einzugehen, forderte die Kommune den sofortigen Abriss der Synagoge, der 1939 von der jüdischen Gemeinde selbst vollzogen werden musste. Die Stadt erwarb das Synagogengrundstück schließlich für 4.732 RM und wollte hier einen Parkplatz einrichten lassen.
Das Gemeindehaus blieb zunächst im Besitz der jüdischen Gemeinde. Rabbiner Lewin versuchte bis zu seiner Deportation 1941 ein Gemeindeleben aufrechtzuerhalten, indem er unter anderem nach dem Schulverbot für Juden Unterricht anbot.
Mit den Novemberpogromen 1938 begann die zweite Phase der Judenverfolgung, die gewaltsame Herausdrängung aus der Gesellschaft, mit dem Ziel der Auswanderung und der Enteignung jüdischen Vermögens. Ab Dezember 1941 folgte die planmäßige Vernichtung jüdischen Lebens.

## Neubeginn

Alte Synagoge links, rechts das Gemeindehaus

Nach dem Zweiten Weltkrieg wurde das Synagogengrundstück an die Jewish Trust Corporation restituiert. In Detmold wurde nach dem Krieg ein Wiederaufbau der 1907 errichteten und 1938 zerstörten Synagoge an der Lortzingstraße  gar nicht ernsthaft diskutiert. 1970 schlossen sich die jüdischen Gemeinden Herford und Detmold zur jüdischen Kultusgemeinde Herford-Detmold zusammen. Die neuerstandene Gemeinde richtete in dem Gebäude Komturstraße 21 einen Betsaal ein. Ein Synagogenneubau wurde zwar schon damals erwogen, kam aber aufgrund der kleinen Gemeinde und mangelnder öffentlicher Unterstützung nicht zustande.
Ein Mahnmal, das von der jüdischen Gemeinde selbst finanziert wurde, erinnert seit dem 9. November 1978 an die zerstörte Synagoge. 
Seit Beginn der 1990er Jahre erwog die Gemeinde einen Synagogenneubau am Standort des alten Gotteshauses. Am 29. Mai 2008 wurde mit dem Neubau der Synagoge nach alten Bauplänen unter der Leitung des Architekten Paul Dahlmeier begonnen. Das Richtfest erfolgte im Herbst 2009.
Der Neubau folgt in seiner äußeren Form dem Vorgängerbau, wurde aber im Inneren konzeptionell neu gestaltet. So gibt es unter anderem keine Frauenempore mehr. Unter dem Synagogenraum befindet sich ein Versammlungsraum, im neuen Keller Küchen und Versorgungsräume. Bleiglasfenster zeigen Tränen und einen zerbrochenen Davidstern. Im Blickpunkt der Innenraumgestaltung, die keine Reminiszenz zu Max Lazarus Malereien darstellt, steht die Gebäudedecke. Sie stellt mit 248 Sternen (das ist die Anzahl der Gebote) den Sternenhimmel von Jerusalem zu Rosch ha-Schana (Neujahrsfest) im Jahr 5770 jüdischer Zeitrechnung dar. Dieses entspricht dem 19. September 2009. 
Am 14. März 2010 wurde der Neubau abgeschlossen und eingeweiht. An dem Festakt waren unter anderem Charlotte Knobloch, Präsidentin des Zentralrats der Juden in Deutschland und Jürgen Rüttgers, Ministerpräsident des Landes Nordrhein-Westfalen, beteiligt. 
Der jüdischen Gemeinde Herford-Detmold gehörten zum Zeitpunkt der Einweihung etwa 110 Mitglieder aus den Kreisen Herford und Lippe an.

## Gebäudeensemble
Der Neubau der Synagoge, das benachbarte Gemeindehaus und die Trauerhalle auf dem jüdischen Friedhof sind im gleichen architektonischen Stil erbaut worden und bilden gemeinsam ein Gebäudeensemble.